# 숨셔
숨셔(본명 : 임창빈, 1984년 9월 21일 ~ )는 대한민국의 대한민국의 작곡가 겸 프로듀서이다.

## 출신 학교
- 경희대학교 아트퓨전디자인대학원 실용음악 석사

## 음반

### 정규 앨범
- 2015년 2월 26일 《+2》
- 2016년 9월 21일 《Sum Up》

### EP 앨범
- 2013년 12월 12일 《U Guys》
- 2018년 5월 8일 《니 얘기》
- 2019년 1월 17일 《내 얘기》

### 싱글 앨범
- 2013년 2월 28일 《U Guys Part.1》
- 2013년 6월 7일 《U Guys Part.2》
- 2013년 7월 12일 《U Guys Part.3》
- 2014년 4월 8일 《밝혀》
- 2014년 6월 27일 《누구세요》
- 2014년 9월 30일 《미묘해》
- 2015년 6월 1일 《데려가》
- 2015년 7월 31일 《지켜주기 싫어》
- 2015년 11월 18일 《내가 조금만 더 잘 됐으면》
- 2015년 12월 22일 《바리스타》
- 2016년 4월 6일 《Sum Up Part.1》
- 2016년 7월 20일 《Sum Up Part.2》
- 2017년 3월 16일 《평범하게》
- 2017년 5월 15일 《너무 좋아》 (with 염따)
- 2017년 7월 31일 《tokyo》
- 2017년 11월 29일 《오후 4시》
- 2018년 7월 13일 《Drivin'》 (with KIMM CHAAN)
- 2018년 12월 14일 《무게》
- 2019년 4월 29일 《Deja Vu》
- 2019년 9월 25일 《Wonder》
- 2019년 12월 18일 《이건 사랑이야》
- 2020년 4월 15일 《EASY》
- 2020년 5월 20일 《외로운 밤이 오면》
- 2020년 7월 6일 《새것》
- 2020년 8월 15일 《밤에도 밝아》
- 2020년 12월 3일 《Non4ever》
- 2021년 2월 19일 《-ing》
- 2021년 9월 29일 《Alone》
- 2021년 9월 29일 《A》
- 2022년 2월 26일 《J》
- 2022년 4월 5일 《N》
- 2022년 5월 25일 《O》
- 2022년 8월 2일 《0》
- 2022년 9월 21일 《S》
- 2023년 6월 9일 《monodrama》
- 2023년 7월 22일 《Hate you》
- 2023년 9월 23일 《Beside You》
- 2024년 6월 1일 《웃어줘》
- 2024년 7월 23일 《잠이 덜 깬 하늘》
- 2024년 9월 9일 《일시정지》

## 같이 보기
- 염따
- 앤덥
- 주니